# 英国暁星国際学園
英国暁星国際学園（えいこくぎょうせいこくさいがくえん、Gyosei International School UK）は、かつてイギリスにあり、主に日本人を対象に初等～高等教育を行っていた学校である。1987年より学校法人暁星国際学園（千葉県木更津市）が設置・運営し、バッキンガムシャーに全寮制の小学校、中学校、高等学校、バークシャーに大学を抱えていたが、2002年（平成14年）までにはそれらすべてが閉鎖された。

## 概要

### 英国暁星国際学園

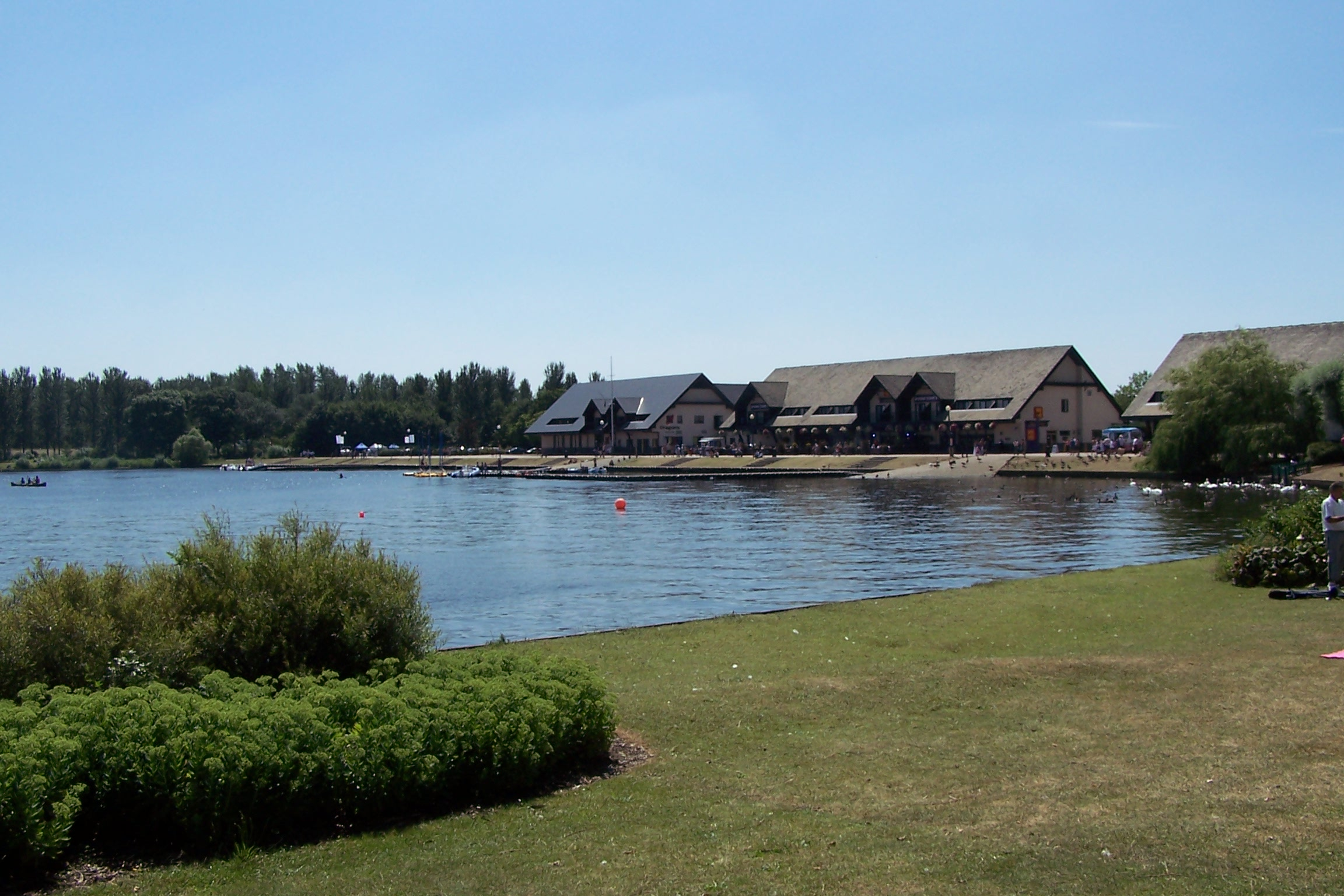
ウィレン湖

1987年（昭和62年）、英国バッキンガムシャーのミルトンキーンズに、男女共学の初等部、中等部、高等部として開設された。学校は日本の文部省（当時）によって在外教育施設としての指定を受け、4月入学、全寮制（通学も可）での教育が行われていた。ウィレン湖畔の学校キャンパスには、寮やスポーツ施設のほか、野球場も設けられていた。「親の仕事などで海外にやむなく駐在する子女の教育のために」開校したが、「学歴」や「帰国子女」としての肩書を得るために、高いお金を払いわざわざ日本国内から「留学生」として来て在籍している生徒が多かった。
在籍生徒数は、1997年（平成9年）時点の公式記録では、227名（うち16歳以上が178名）となっているが、次第に生徒数は減少、2002年（平成14年）3月の卒業生を最後に閉校となった。同年で在外教育施設の指定も解除・取消となった（公益財団法人 海外子女教育振興財団のウェブサイトは閉校時期を2000年3月と記載している）が、最終的な生徒数は僅か29名（男子20名、女子9名）にまで減少していた。校長は、ワタル・タカダだった。
暁星国際学園は急激な生徒数減少について、日本経済の低迷、日本人駐在員の減少、海外留学の落ち込みなどが原因であるとした。著名な卒業生には、モデルでタレントの長谷川理恵がいる。

### 英国暁星国際大学

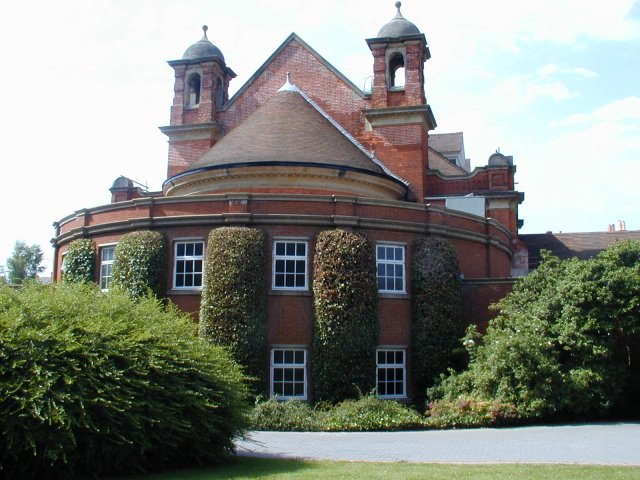
レディング大学（ロンドン・ロード）

英国暁星国際大学（Gyosei International College, Gyosei International College in UK）は、英国バークシャー、レディングに、1990年（平成2年）3月に設立された。暁星国際学園はこの前年、レディング大学（University of Reading）から、その土地・建物の一部を取得し、それを英国暁星国際大学として転用して開学した。
英国暁星国際大学では学部生に対する文化・言語と融合させた経営学、経営・文化に関するMAプログラム、英語を教える短期コースなどが設置されており、教員には、経営学者・澤野雅彦や、英文学者・蒲池美鶴らがいた。在学生は約200名であった。
暁星国際学園は後に経営から撤退、大学の名称はウィタン国際大学（Witan International College）と変更された。運営は再びレディング大学に引き継がれたものの、同大学はこの学校を単独の教育・研究施設として存在し続ける事が困難だと判断、2004年（平成16年）8月には廃校の方針を決定した。その方針に従い、すべての在校生が卒業した2008年（平成20年）3月31日をもってこの学校は閉鎖された。

## 事業失敗の影響
これら暁星国際学園によるイギリス事業失敗の多大な損失は、マリア会が運営するセント・ジョセフ・インターナショナル・カレッジを廃校して当該地所（神奈川県横浜市中区）の売却により補填された。